# 类型和个例的区别
类型与个例的区别（英語：type-token difference）是指，物体的一个“类”（class）和类中个体的诸多“个例”（instances）之间的差别。一个类型可以对应很多个例，所以整体上个例比类型要多。例如“花是花是花”这句话（如果算一句话的话），有两个类型“花”和“是”，却有五个个例“花”“是”“花”“是”“花”。 这一区分十分重要，涉及逻辑，语言学，元逻辑学，字体排印学和程序设计。

## 概述
“他们开同样的车”这句话是模糊的：他们开的是同“类型”的车（同一品牌），还是同“个例”的车（仅仅一辆车）？清晰性要求我们区分这两者，表示抽象类型和表示实例的个例。而正是类型与个例的区别，使我们能够区分。
例如，“自行车”是一个类型：自行车的概念；“我的自行车”就是这个类型的一个个例。“自行车越来越流行了”这句话中，自行车是类型；“自行车在车库里”，自行车就又变成了个例，变成了特殊的对象。
程序设计中，类和对象是相关的，虽然就语境来说，“类”有时也能指一组对象（带有类级别的属性），而不是单单对这组对象中的一个对象的描述。
像“类型”、“概念”、“性质”、“特征”、“属性”这类词，在描述事物时，通常和不同的动词组成句子。例如，假设一朵花时“美的”、“带刺的”、“香的”。您可能会说，花例示了这三个性质，或者具象化了这三个概念，或者拥有这三个特性、特征或属性。
性质类型（例如，带刺的）通常被本体论理解为概念。性质的实例（例如，刺=3cm）有是被理解为经测量的值，或者是对现实的感觉和观察。
有些“类型”只存在于对于对象的描述中，而不是有形物体中。一个人可以展示一辆特定的车，却不能展示“车”的类型（即“车很流行”中的车）。